# Cellini (Apfel)
Cellini ist der Handelsname einer Apfelsorte (Malus domestica). Cellinis haben ein weiches, saftiges, grob strukturiertes Fruchtfleisch mit einem leicht sauren Geschmack.
Der Baum blüht im Monat Mai und wird gegen Mitte September geerntet.

## Geschichte
Cellinis wurden erstmals um 1828 von Leonard Phillips in Vauxhall, einem Stadtteil von London, gezüchtet.

## Anwendungen
Cellinis werden vorwiegend als Kochäpfel verwendet. Zum Beispiel lassen sie sich zu sauren cremefarbenen Pürees verarbeiten. Es wird auch zum Schärfen von Apfelwein verwendet, dazu wird er etwas vorzeitig gepflückt.
Cellini ist der Elternvater der Apfelsorten:
- Prinz Edward
- Glebe Gold